# Sarah Ho
Sarah Ho (1978. október 28.–) ausztrál nemzetközi női labdarúgó-partbíró, asszisztens.

## Pályafutása

### Nemzeti játékvezetés
2007-ben lett az A-League, 2008-ban a W-League asszisztense.

### Nemzetközi játékvezetés
Az Ausztrál labdarúgó-szövetség Játékvezető Bizottsága (JB) terjesztette fel nemzetközi játékvezetőnek, a Nemzetközi Labdarúgó-szövetség (FIFA) 2004-től tartotta nyilván bírói keretében. Több nemzetek közötti válogatott és klubmérkőzésen tevékenykedett asszisztensként.

#### Világbajnokság
Thaiföld rendezte a 2., a 2004-es U19-es női labdarúgó-világbajnokságot, ahol a FIFA JB partbíróként foglalkoztatta.
| Időpont            | Helyszín                              | Mérkőzés típusa        | Mérkőzés              | Játékvezető     | Eredmény | Nézők száma |
| ------------------ | ------------------------------------- | ---------------------- | --------------------- | --------------- | -------- | ----------- |
| 2004. november 13. | 700th Anniversary Stadion, Chiang Mai | selejtező (B. csoport) | Kína–Olaszország      | Jacqui Melksham | 2 – 1    | 6000        |
| 2004. november 18. | Suphachalasai Stadion, Bangkok        | selejtező (C. csoport) | Oroszország–Dél-Korea | Jacqui Melksham | 0 – 2    | 800         |

Olaszország rendezte a 3., a 2006-os U20-as női labdarúgó-világbajnokságot, ahol a FIFA JB hivatalnokként foglalkoztatta.
| Időpont             | Helyszín                    | Mérkőzés típusa        | Mérkőzés                                      | Játékvezető  | Eredmény | Nézők száma |
| ------------------- | --------------------------- | ---------------------- | --------------------------------------------- | ------------ | -------- | ----------- |
| 2006. augusztus 18. | Dinamo Stadion, Moszkva     | selejtező (C. csoport) | Svájc–Mexikó                                  | Tammy Ogston | 2 – 4    | 3500        |
| 2006. augusztus 21. | Torpedo Stadion, Moszkva    | selejtező (D. csoport) | Kongói Demokratikus Köztársaság–Franciaország | Tammy Ogston | 0 – 1    | 130         |
| 2006. augusztus 31. | Lokomotyiv Stadion, Moszkva | egyik elődöntő         | Kína–Amerikai Egyesült Államok                | Tammy Ogston | 0 – 0    | 1000        |

A világbajnoki döntőhöz vezető úton Kína az 5., a 2007-es női labdarúgó-világbajnokságot,
Németország a 6., a 2011-es női labdarúgó-világbajnokságot rendezte, ahol a FOFA JB asszisztensi szolgálattal bízta meg.

##### 2007-es női labdarúgó-világbajnokság
| Időpont              | Helyszín                    | Mérkőzés típusa        | Mérkőzés                | Játékvezető  | Eredmény | Nézők száma |
| -------------------- | --------------------------- | ---------------------- | ----------------------- | ------------ | -------- | ----------- |
| 2007. szeptember 10. | Hongkou Stadion, Sanghaj    | selejtező (A. csoport) | Németország–Argentína   | Tammy Ogston | 11 – 0   | 28 098      |
| 2007. szeptember 14. | Chengdu Stadion, Csengtu    | selejtező (B. csoport) | Észak-Korea–Nigéria     | Tammy Ogston | 2 – 0    | 35 600      |
| 2007. szeptember 22. | Világbajnoki Stadion, Vuhan | egyik nyolcaddöntő     | Németország–Észak-Korea | Tammy Ogston | 3 – 0    | 37 200      |

##### 2011-es női labdarúgó-világbajnokság
| Időpont          | Helyszín                      | Mérkőzés típusa        | Mérkőzés                  | Eredmény        | Nézők száma |        |
| ---------------- | ----------------------------- | ---------------------- | ------------------------- | --------------- | ----------- | ------ |
| 2011. június 26. | Olimpiai stadion, Berlin      | selejtező (A. csoport) | Németország–Kanada        | Jacqui Melksham | 2 : 1       | 73 680 |
| 2011. július 10. | Rudolf Harbig Stadion, Drezda | egyik negyeddöntő      | Brazília–Egyesült Államok | Jacqui Melksham | 2 : 2       | 25 598 |